# Просперо (персонаж Шекспира)
«Проспе́ро» (англ. Prospero; /ˈprɒspəroʊ/) — герой пьесы Уильяма Шекспира «Буря».

## Описание
В произведении представлен как старый волшебник и законный герцог Милана, свергнутый своим братом Антонио при помощи короля Неаполя Алонзо. У Просперо есть единственная дочь Миранда, которую по сюжету пьесы вместе с её отцом изгоняют из Милана на корабле.
Гури Гхош в своей книге «The Insubstantial Pageant: The mystery of Prospero’s vision» отметил, что союз Миранды и Фердинанда является для Просперо кульминационным моментом в пьесе.

## Прототип
Среди шекспироведов не существует единого мнения относительно того, кто мог быть прототипом Просперо. По наиболее распространённой версии, таковым мог выступать отстранённый от власти и бежавший из своей страны в Милан дож Генуэзской республики Просперо Адорно. По другой версии, прототипом Просперо мог быть итальянский кондотьер на службе папского престола, а затем — императора Просперо Колонна. По третьей версии, не следует искать подробностей биографии персонажа и пытаться обнаружить его тёзку среди реальных действующих лиц той эпохи — имя могло быть взято Шекспиром от имени известного лондонского учителя верховой езды, с которым автор «Бури», вероятно, был знаком. Наконец, некоторые исследователи полагают, что под именем Просперо Шекспир мог вывести самого себя — ушедшего на покой и прекратившего театральную деятельность.

## Образ в кинематографе и на телевидении
- Эванс, Морис — «Буря» (телефильм, США, Зал славы Hallmark, 1960)
- Редгрейв, Майкл — «Буря» (телефильм, Великобритания, BBC Television[англ.], 1968)
- Уильямс, Хиткоут (1979)
- Хордерн, Майкл (BBC Television Shakespeare, 1980)
- Гилгуд, Джон — «Книги Просперо» (кинофильм Питера Гринуэя, 1991)[4]
- Миррен, Хелен (как Проспера) — «Буря» (2010)